# Astra 2C
Astra 2C' на 19.2 ° с.д. це супутникове телебачення з SES Global, заснований в Betzdorf в Люксембург, який встановлений для прийому телеканалів у Європі.
Він був заснований в 2001 році космічної станції Байконур в Казахстан переноситься в просторі.
Astra 2C має резервні потужності для Astra C-групи, групи D і E-Band.
Astra 2C був до серпня 2007 року в орбітальній позиції 19,2 градусів східної довготи розгортання. На початок Astra 1L, він може бути переміщений в його спочатку позиції 28,2 градусів східної довготи, яку він, 20 Дійшло до серпня 2007 року. Він ввів там настільки необхідні додаткові потужності транспондера, особливо у Великій Британії. У той же час, він був відкладений ще раз, щоб замінити на Astra 5A 31.5 °.
SES Astra в травні 2011 року До повторного позиціонування і перейшов Astra 2C на "німецький" орбітальної позиції 19,2 градусів східної довготи, яка тепер замінює супутник Astra 2C Astra 1H, який незабаром досягли кінця свого гарантованого часу доставки.

## Прийом
Сигнал супутника приймається в Європі та на Близькому Сході.
Передача здійснюється в Ku-діапазону.